# Belong Together
Belong Together è un singolo del cantante statunitense Mark Ambor, pubblicato il 16 febbraio 2024 come terzo estratto dal primo album in studio Rockwood.

## Video musicale
Il video musicale è stato pubblicato in concomitanza con l'uscita del singolo.

## Tracce
1. Belong Together – 2:28

## Classifiche

### Classifiche settimanali
| Classifica (2024-25) | Posizione massima |
| -------------------- | ----------------- |
| Estonia              | 1                 |
| Islanda              | 38                |
| Ucrania              | 9                 |

### Classifiche di fine anno
| Classifica (2024) | Posizione |
| ----------------- | --------- |
| Australia         | 48        |
| Portogallo        | 179       |